# Bothkamp
Bothkamp es un municipio situado en el distrito de Plön, en el lander de Schleswig-Holstein, Alemania.